# Stüppel

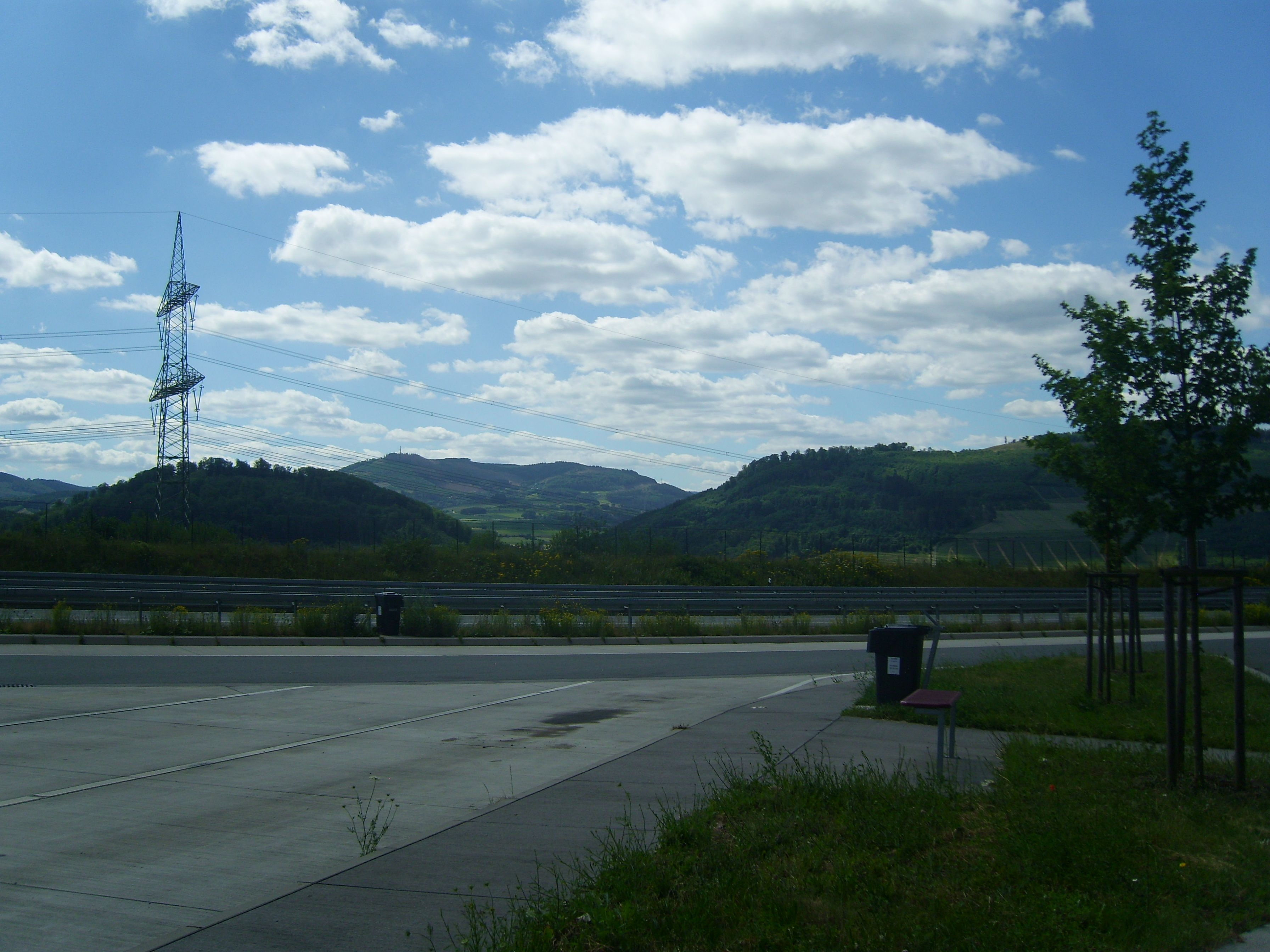
Ansicht vom Rastplatz Sengenberg der A 46 bei Bestwig

Der Stüppel ist ein 731,8 m ü. NHN hoher Berg des Rothaargebirges und der höchste im Höhenzug zwischen der Elpe und Valme. Er liegt bei Andreasberg und Dörnberg im nordrhein-westfälischen Hochsauerlandkreis.

## Geographie

### Lage
Der Stüppel erhebt sich im Sauerland im Nordteil des Rothaargebirges. Sein Gipfel liegt auf dem Gebiet der Gemeinde Bestwig, 1,1 km südlich des Ortsteils Andreasberg, 1,3 km nördlich des Ortsteils Wasserfall und 0,5 km östlich des Ortsteils Dörnberg mit dem jenseits davon gelegenen Ortsteil Ramsbeck. Westlich fließt die Valme und östlich die Elpe (beide Ruhr-Zuflüsse).

### Naturräumliche Zuordnung
Der Stüppel gehört in der naturräumlichen Haupteinheitengruppe Süderbergland (Nr. 33), in der Haupteinheit Rothaargebirge (mit Hochsauerland) (333) und in der Untereinheit Hochsauerländer Schluchtgebirge (333.8) zum Naturraum Ramsbecker Rücken und Schluchten (Ramsbecker Höhen; 333.81). Die Landschaft fällt etwa nach Norden in die Untereinheit Oberruhrgesenke (335.0) ab, die zur Haupteinheit Sauerländer Senken (335) zählt.

## Landschaftsbild und Freizeitpark

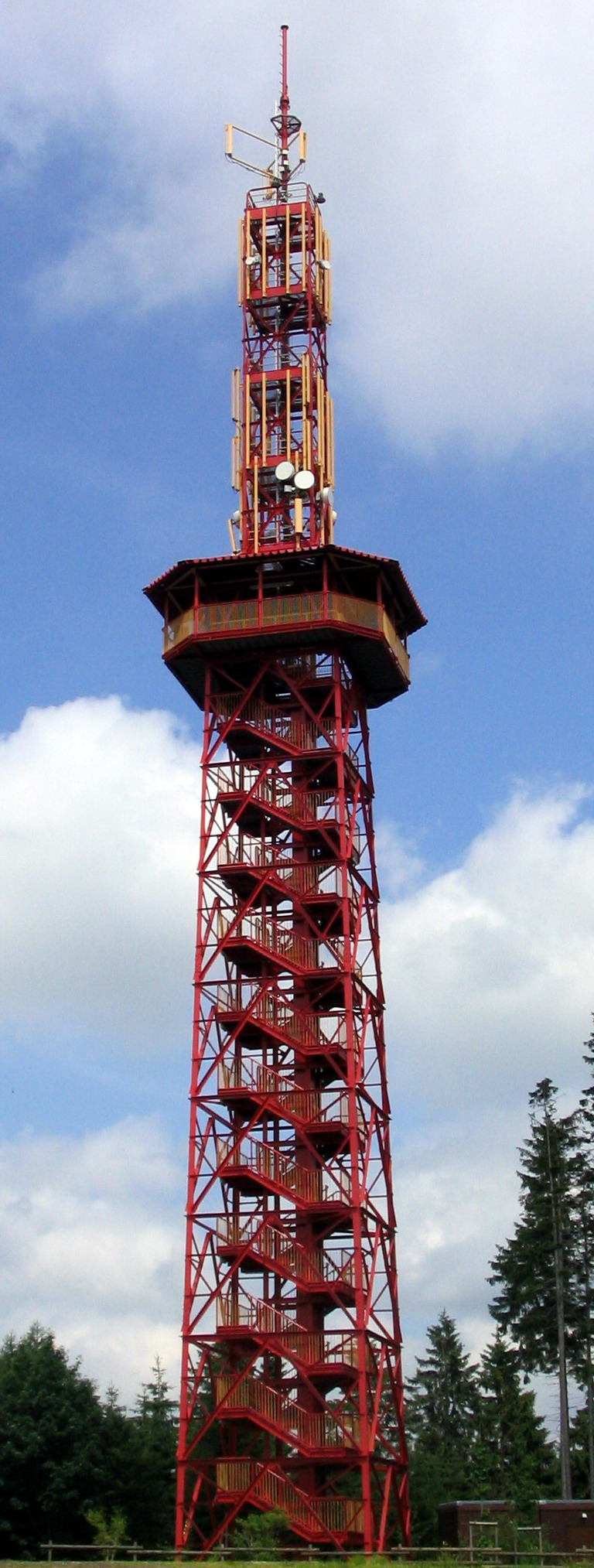
Stüppelturm

Der Berg fällt nach Westen, Norden und Osten steil ab und ist bewaldet. Am Nordhang zerstörte der Orkan Kyrill den Waldbestand, sodass hier nach Beseitigung der Schäden große Flächen kahl sind.
Der Gipfelbereich und Osthang des Berges gehören zum Freizeitpark Fort Fun, unter anderem mit Sessellift, Sommerrodelbahn, Gaststätte und Skipiste. 2001 errichtete der Parkbetreiber zusammen mit E-Plus auf dem Berg einen 57 m hohen Stahlfachwerkturm, der als Aussichts- und Mobilfunkturm dient. Von der offenen Aussichtsplattform in 30 m Höhe umfasst der Rundblick weite Teile des Sauerlandes und reicht bei entsprechendem Wetter nach Norden bis in die Westfälische Bucht und zum Teutoburger Wald.